# Kustartilleri
- Övre vänster: 38 cm pjäs vid Nazityska Todt batteriet.
- Övre höger: Fästningsverkschema över roterande pjäs, 1800-tal.
- Undre vänster: Fästningsverkschema över fast pjäs, 1800-tal.
- Undre höger: 28 cm pjäs vid Oscarsborgs fästning i Norge.

Kustartilleri eller kustvärn är som regel en militär organisation med uppgift att försvåra kustinvasion, främst bestående av kustbelägna vapensystem och deras personal. Vapensystemen består bland annat av rörliga och fasta pjäser, såsom kustkanoner och kustrobotar, men även kustminor i minspärrar med mera. För närförsvar och minering av skärgård finns även kustinfanteri, såsom marinsoldater, kustjägare och attackdykare etc.
Innan modern tid bestod kustartilleri främst av fasta tungt skyddade befästningspjäser i kanontorn, kaponjärer och dylikt med utsikt över det vatten som ska värnas. I och med framtagandet djupträngande bomber och granater, långdistansrobotar och liknande vapen efter andra världskriget blev sådana värn snabbt föråldrade, varav kustartilleri gick över till gömda kamouflerade anläggningar baserade under jord, då även med egna robotvärn, så kallade kustrobotsystem. Mot kalla krigets slut ersattes dock även flertalet av dessa med nya koncept byggda på rörligt artilleri.
Kända kustartillerislag är bland annat slaget vid norska Drøbaksundet 9 april 1940 där kustartillerirekryter vid Oscarsborg lyckades sänka den toppmoderna Nazityska kryssaren Blücher med kanoner och torpedbatteri från 1892.

## Sverige

### Förepok
Redan under vikingatid utförde svearna och götarna kustförsvar genom att bygga pålspärrar i viktiga vattendrag. Principen går tillbaka till förhistorisk tid och ämnar att blockera fiendeskepp från att passera spärren. Det förekom även kustförsvar i form av vakning, såsom patrullerande skepp eller stationerade vakare försedda med vårdkasar. Kustbelägna byar och dylikt kunde även ha pålverk eller ringmur som gick ner i vattnet och skyddade hamnen.
I och med det moderna Sveriges bildande på 1200-talet läts det moderna Stockholm grundas som ett försvarslås för Mälaren. Staden fick då bland annat en stadsmur. Under 1400-talet förstärktes Stockholms kustförsvar och en ny stadsmur uppfördes. Det fanns även en så kallad pålkrans, en bom som blockerade sjöpassagen in i Stockholm som kunde öppnas och stängas.

### Vaxholm

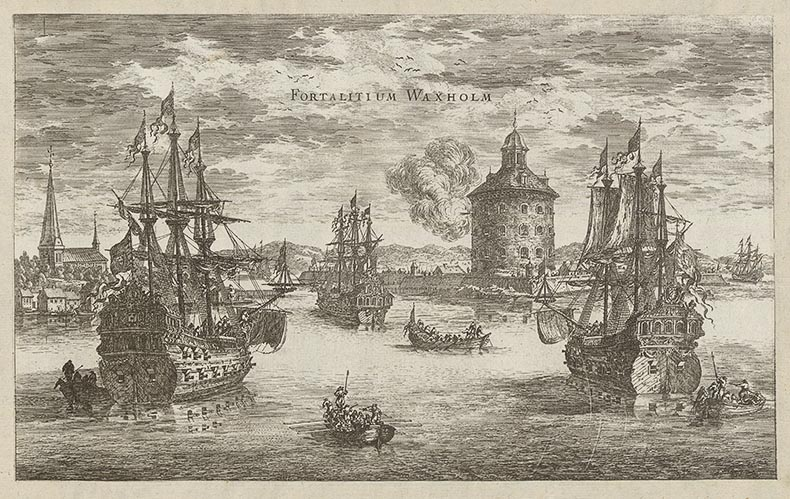
Vaxholms hus enligt Erik Dahlberghs Suecia antiqua et hodierna.

I början av 1500-talet lät riksföreståndaren Svante Nilsson (Sture) uppföra ett blockhus på holmen utanför dagens Vaxholm, vilket följdes av en landsomfattande försvarsplan genomdriven av Gustav Vasa 1544. I denna ingick en permanent befästning på holmen, varav ett nytt blockhus i trä uppfördes 1548 på en plats som kungen själv utsett. Blockhuset ersattes dock snabbt av ett runt stentorn under Johan III:s styre (1556–1563). Det lär redan vid denna tid funnits artilleri på holmen.
År 1604 tillkom ytterligare förstärkningar och 1612 bestämdes det att "Vaxholms hus" skulle förstärkas med en skans runt tornet med mera, varav holmen sedermera kallades Skansen (”Skanꜩen”). Samma år hejdade fästningen danska flottan från att ta sig in i Stockholm. I Suecia antiqua et hodierna, framtagen under 1600-talets andra halva, återgivs Vaxholms fästning som ett kanonbestyckat kastell ("Fortalitium Waxholm") och på lantmäteriets bevarade kartor ändras namnet från Skansen till Kastellet (”Castellet”) någon gång mellan 1739 och 1779.
Vaxholms fästning stod som grund för ytterligare befästningar runt om Stockholms skärgård från 1600-talet in i modern tid och var således en viktig byggsten för det senare uppförda kustartilleriet.

### Kustartilleriet
I Sverige erhöll kustartilleriet fast organisation från år 1902 och tillhörde i sin helhet marinen till försvarsbeslutet år 2000 då det omorganiserades till amfibiekåren. Det fanns i Sverige både fast och rörligt kustartilleri. Idag består det återstående kustförsvaret nästan helt av rörliga system, såsom robot 15KA i tungt kustrobotbatteri 90 och robot 17 för infanteri.

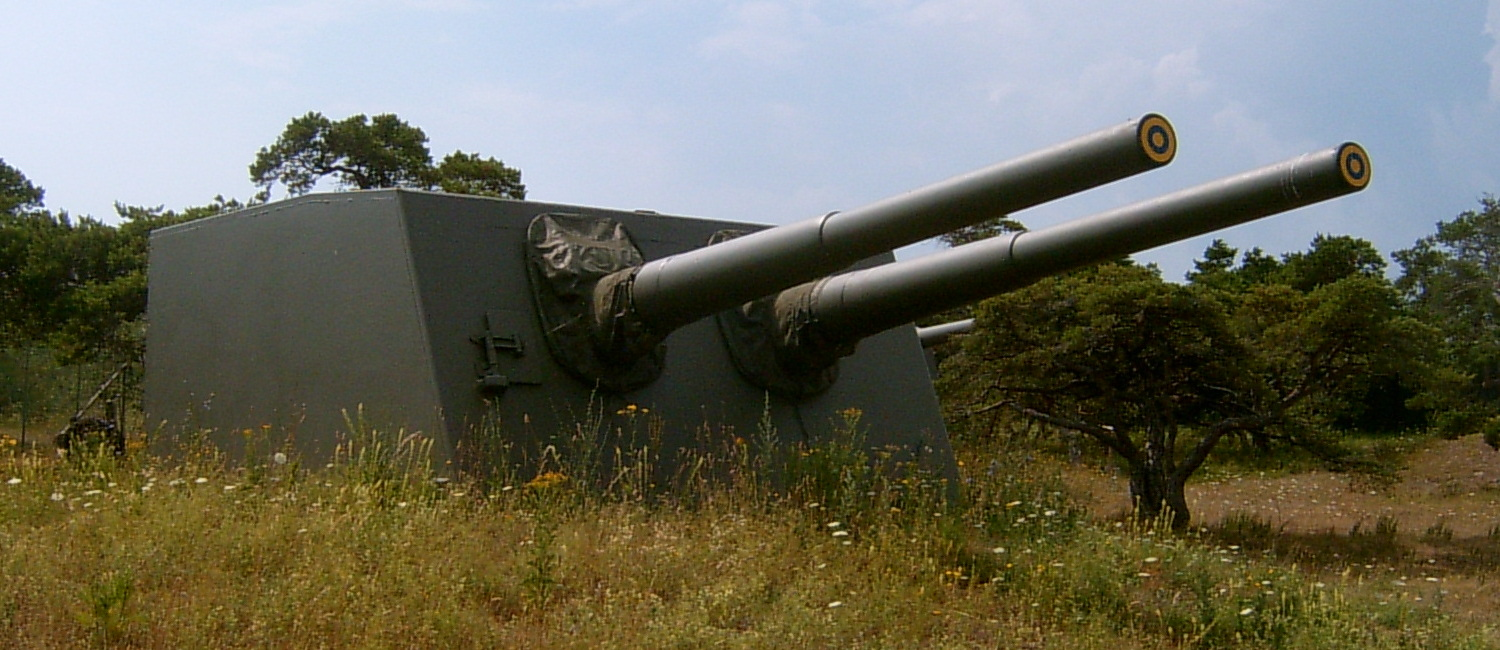
15,2 cm kustartilleripjäs m/51
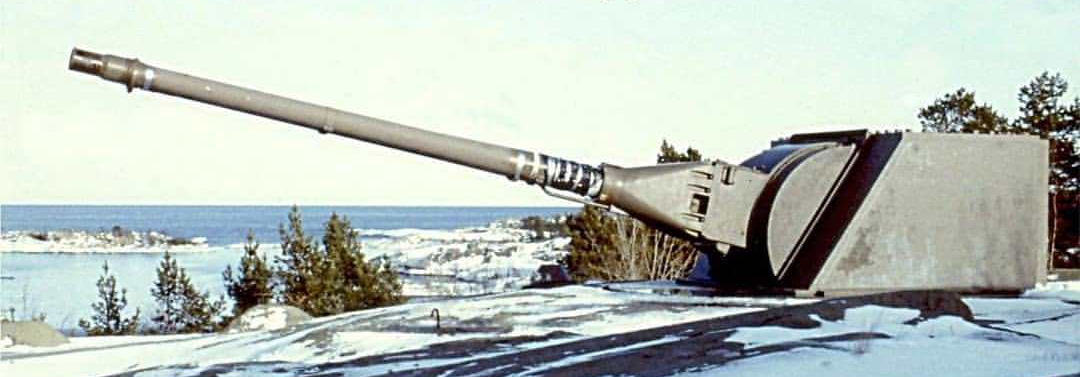
10,5 cm tornautomatpjäs m/50
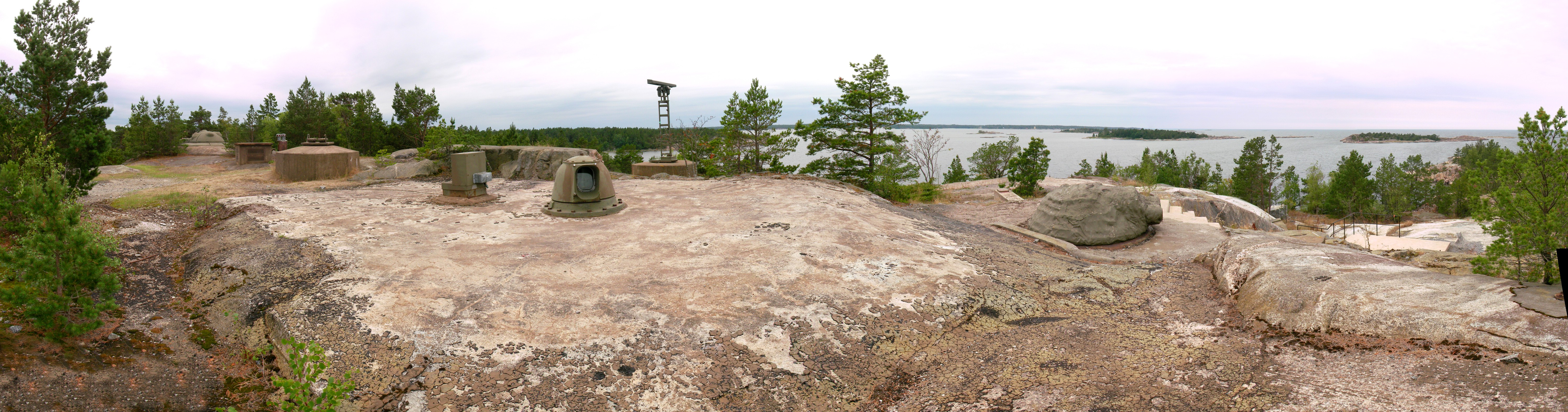
Kvarvarande optik vid Batteri Arholma.